# Ramón Díaz Sánchez (entrenador)
Ramón Díaz Sánchez (Granada, 10 de diciembre de 1982) es un entrenador de baloncesto español que actualmente dirige al C.B. Granada en Liga ACB.

## Trayectoria
El preparador granadino fue jugador el CB Granada, CB Cazorla y CB Iliberis de liga EBA, entre otros. En 2010 pasó a trabajar como entrenador del CB Ciudad de Guadix en Liga EBA. 
Ramón Díaz Sánchez llegó como entrenador asistente de Sergio Valdeolmillos en la Selección de baloncesto de México en el 2013 para el torneo de COCABA. Desde esa fecha, ambos dirigirían a México en el Premundial (2013), Centrobasket (2014), Mundial (2014), Juegos Panamericanos (2015) y Preolímpico (2015), además de Halcones de Xalapa (2013-2014) en la Liga Nacional de Baloncesto Profesional.
El 11 de septiembre del 2013, cuando la selección mexicana de baloncesto ya había clasificado al Mundial de España en el 2014, Ramón dirigió dos partidos de la selección mexicana tras ser supendido por sanción Valdeolmillos. En el primer encuentro México derrotó a Puerto Rico por la medalla de oro 91-89, con Díaz Sánchez desde el banquillo mexicano. Dos años después, Ramón tuvo que sentarse nuevamente como entrenador de los 12 Guerreros con la clasificación asegurada a la segunda ronda, México se enfrentó a Panamá.
El 23 de noviembre de 2017, volvería a dirigir a la  Selección de baloncesto de México en un partido frente a Cuba. Como asistente de Valdeolmillos en la selección mexicana estaría hasta mayo de 2018, hasta que se hizo cargo de la selección el técnico español Iván Déniz.
En septiembre de 2017, firma como entrenador de los Capitanes de la Ciudad de México, equipo recién creado y que se presentaría oficialmente en la temporada 2017-18 de la LNBPM de México. En junio de 2018, al término de la temporada y después de conseguir el subcampeonato en su torneo debut, renovó su contrato con Capitanes de la Ciudad de México y disputaría su segunda temporada en la Liga Nacional de Baloncesto Profesional.

## Clubs
- 2010-11: CB Ciudad de Guadix. (Liga EBA).
- 2013-14: Halcones de Xalapa. (LNBPM). Entrenador Ayudante de Sergio Valdeolmillos.  México
- 2013-18: (Selección nacional de México). Entrenador ayudante de Sergio Valdeolmillos.  México
- 2017-2025: Capitanes de la Ciudad de México. (LNBPM). Entrenador.  México
- 2025-Act: C. B. Granada. (Primera FEB). Entrenador.